# Revista Piauiense de História Social e do Trabalho
A Revista Piauiense de História Social e do Trabalho é um periódico científico editado pela Plataforma Mundos do Trabalho, sediada na cidade de Parnaíba (Piauí). Publicada desde seu lançamento em 2015, esta revista está indexada em várias bases como Diadorim.
Na avaliação do Qualis relativo ao ano de 2017-2020 realizada pela Coordenação de Aperfeiçoamento de Pessoal de Nível Superior (CAPES), este periódico foi classificado no extrato B3 para a área de História.